# Real Academia de Belas-Artes de São Fernando
A Real Academia de Belas-Artes de São Fernando, em castelhano Real Academia de Bellas Artes de San Fernado, é uma das maiores fundações de apoio às artes, essencialmente, à pintura e à escultura, e de mecenato cultural espanholas. Integra uma das mais conhecidas escolas de arte da Europa, onde já estudaram grandes artistas como Esteban Murillo, José de Madrazo y Agudo ou Mateo Inurria, por exemplo. Tem sede na cidade de Madrid.
Embora projectada no reinado de Filipe IV, somente no reinado de Filipe V começou a ser construida, tendo sido o próprio rei e o Marquês de Villarías assentarem exuberantemente as primeiras pedras.
Aprovadas em 1744, as regras de funcionamento da Academia, a cerimónia de nomeação para os cargos administrativos foi celebrada no palácio do Marquês de Villarías, e, no seguinte ano, foram concedidas as primeiras bolsas de estudo para Roma.
Contando, primeiramente, com dezasseis professores, em Abril de 1752 foi finalmente decretada Real Academia e, em 1758, a academia integrou aos seus cursos, o curso de Matemática.
Em 1773, sendo já o edifício insuficiente para o número de alunos, o rei exigiu a trasladação da academia para o Palácio de Goyeneche, onde reside atá aos dias de hoje.
Actualmente, a Academia alberga também um museu, onde constam obras de Antonio da Correggio, Giovanni Bellini, Giuseppe Arcimboldo, Guido Reni, Pedro de Mena, Benjamín Palencia, Juan Gris, Pablo Picasso, Peter Paul Rubens, Anton van Dyck, Louis-Michel van Loo, Fragonard, Anton Raphael Mengs, José de Madrazo y Agudo, Federico de Madrazo y Kuntz, Raimundo de Madrazo y Garreta, Vicente López Portaña, Francisco de Zurbarán, José de Ribera, Luis Paret, Francisco Goya, Manuel Pereira, Pablo Gargallo ou Antonio de Pereda, por exemplo.